# غونزالو روبين بيرغيسيو
غونزالو روبين بيرغيسيو (بالإسبانية: Gonzalo Bergessio) (مواليد 20 يوليو 1984 في قرطبة - الأرجنتين) لاعب كرة قدم أرجنتيني يلعب حاليا لصالح نادي الدرجة الأولى كاتانيا الإيطالي منذ 2011 في مركز المهاجم.

## وصلات خارجية
- Argentine League statistics (بالإسبانية)
- Stats and profile at Zerozero[وصلة مكسورة]
- Stats at Tutto Calciatori (بالإيطالية)
- غونزالو روبين بيرغيسيو على موقع قاعدة بيانات كرة القدم.إي يو (الإنجليزية)
- غونزالو روبين بيرغيسيو على موقع ناشيونال فوتبول تيمز (الإنجليزية)
- غونزالو روبين بيرغيسيو على موقع Soccerway.com (الإنجليزية)
- غونزالو روبين بيرغيسيو على موقع عالم كرة القدم.نت (الإنجليزية)
- غونزالو روبين بيرغيسيو على موقع كووورة
- غونزالو روبين بيرغيسيو على موقع AS.com (الإسبانية)
- Transfermarkt profile
- Guardian Stats Centre